# Miyavi

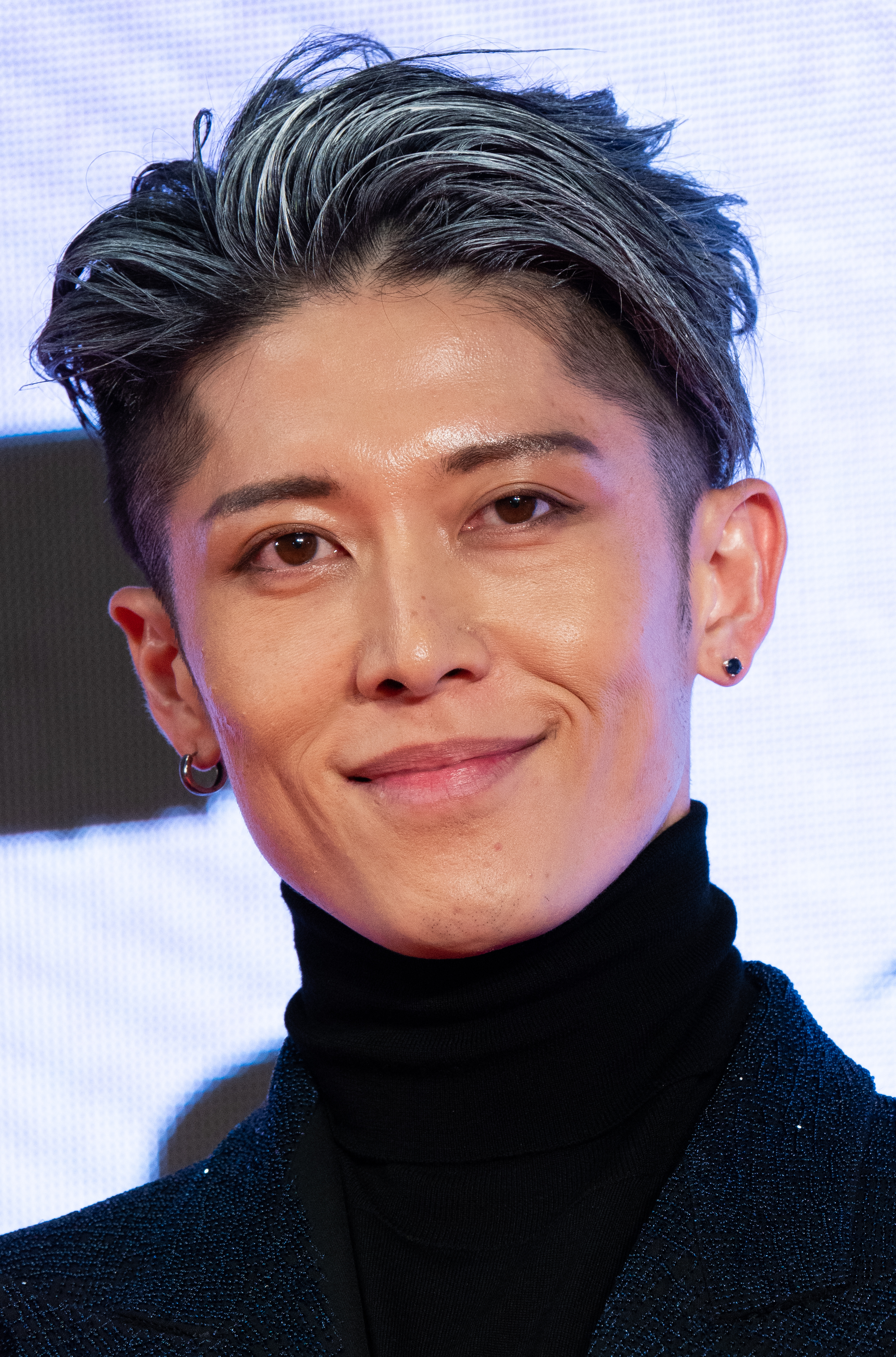
Miyavi beim Tokyo International Film Festival (2019)

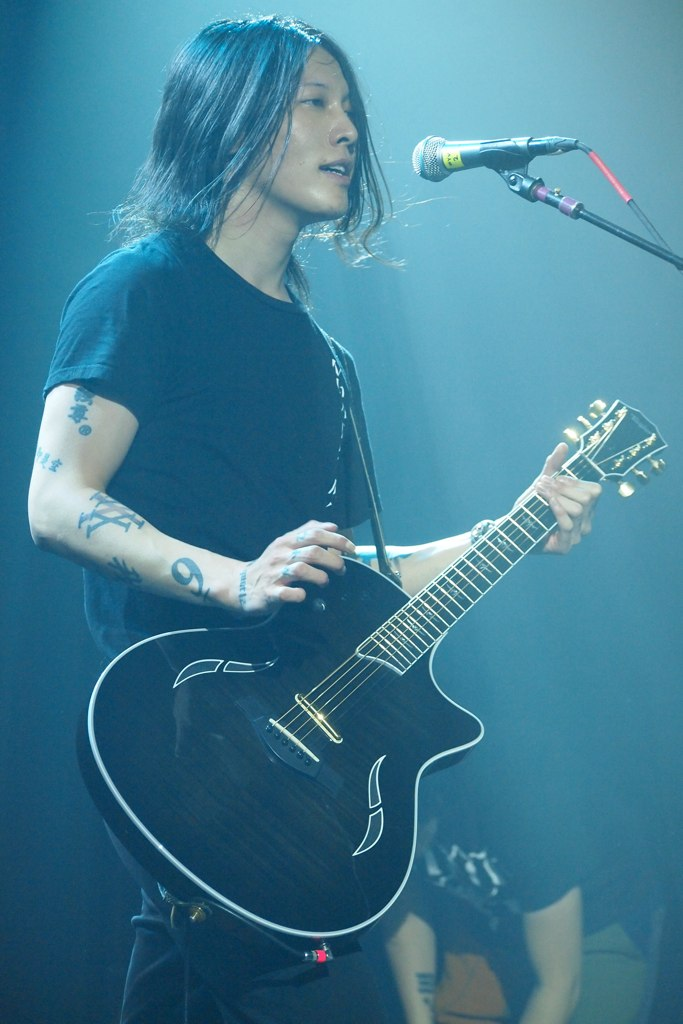
Miyavi (2011)

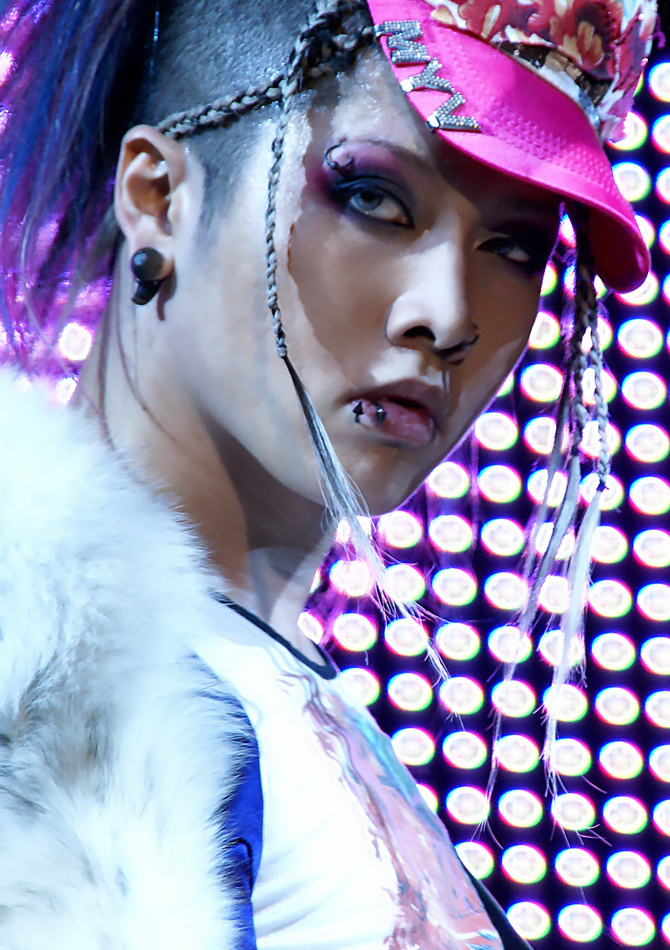
Miyavi bei einem Auftritt in Sao Paulo, Brasilien (2007)

Miyavi (jap. 雅, miyabi, Künstlername: 雅-MIYAVI-; bürgerlicher Name: jap. 石原貴雅 Ishihara Takamasa, * 14. September 1981 in Osaka, Japan) ist ein japanischer Musiker. Miyavi startete seine Karriere als Gitarrist und Background-Sänger bei der Visual-Kei-Band Due'le quartz und ist seit deren Auflösung im Jahr 2002 Solokünstler. 2007 beschloss er, sich Yoshiki Hayashis Projekt S.K.I.N. als Gitarrist anzuschließen.

## Biografie

### Kindheit
Laut der Zeitschrift „Rock and Read“ Vol. 4 wurde Miyavi als Sohn einer Japanerin und eines Zainichi-Koreaners in Osaka geboren. Später zog die Familie nach Kawanishi, Präfektur Hyōgo. Miyavi sagt von sich selbst, dass er als Kind ein guter Schüler war und gern Fußball spielte.
Mit 15 kaufte er sich seine erste Gitarre und nachdem er sich eine Verletzung am Bein zugezogen hatte, so dass er eine Zeit lang keinen Fußball spielen konnte, fing er an sich am Songwriting zu versuchen.

### Indies: Due'le quartz und erste Soloschritte
Miyavi war mit 17 das jüngste Mitglied der Indie-Rockband Due'le quartz, die sich 1999 gründete. Damals schrieb er sich „Miyabi“, was „elegant“ bedeutet. Er schrieb die meisten Songtexte der Band.
Als sich Dué le Quartz im September 2002 auflösten, beschloss Miyabi, seine Karriere als Solokünstler fortzusetzen. Er wurde von dem japanischen Independent-Label PS Company unter Vertrag genommen und stellte unter seinem neuen Namen „Miyavi“ (wird im japanischen wie Miyabi ausgesprochen) sein erstes Album Gagaku vor. Nach der Veröffentlichung seines ersten Musikvideos Girls, be ambitious wurde offensichtlich, dass Miyabi und Miyavi sich sowohl optisch, wie auch musikalisch voneinander unterschieden. Ohne die Band begann er, seinen Freiraum zu nutzen und mehr mit der Musik zu experimentieren. Er komponierte nun einige humorvolle Songs, die von kreischenden Gitarren und seiner rauchigen Stimme getragen wurden. Im Gegensatz dazu wirken viele andere seiner Stücke chaotisch und aggressiv. Durch diese große stilistische Bandbreite erschloss er sich eine neue Fangemeinde.
Sein Aussehen änderte sich ebenfalls stark. War er früher in schwarzem Lack und Leder mit kunstvoll gestylten langen Haaren zu sehen wie etwa bei seinem Model-Photoshooting für die Gothic & Lolita Bible, so trägt er jetzt weitere und poppigere Kleidung. Er gehört jedoch immer noch zum Visual Kei. In diversen japanischen Musikzeitschriften wie der Fool’s Mate, Arena 37c und Shoxx sind regelmäßig Bilder von ihm zu sehen, auf denen er sich verspielt und lustig darstellt.
Kleine Schritte im Schauspielgeschäft machte der Musiker, als er zusammen mit seinem früheren Bandkollegen Sakito im Film Ryomano Tsumato Sono Ottoto Aijin mitspielte. 2003 spielte er außerdem sich selbst im Film Oresama.
Bereits 2004 ergab sich für Miyavi die erste Chance, in den USA auf drei verschiedenen Anime-Conventions zu spielen, allerdings musste er in letzter Minute wegen internen Problemen absagen. Im selben Jahr erzielte er aber mit seiner Single 明日元気になれ (dt. Werd morgen happy/munter) einen großen Erfolg, da diese es auf Platz eins der Oricon-Indies Charts schaffte.

### Major: Pop- und Akustik-Phase
Im Oktober 2004 wechselte Miyavi zeitweilig zum Major Label Universal und veröffentlicht die Single Rock no gyakushū -Superstar no jōken-/21 Seikigata Koushinkyoku, ab der er in den Credits als „MYV“ zu finden war. Er komponierte, arrangierte und produzierte seine Musik bis zu seinem Album Miyavizm (2005) allein. Da er alle Instrumente, die in seinen Lieder zu hören sind, selbst spielen kann, nahm er bis zu diesem Album seine Songs allein im Studio auf. Daher benötigte er für seine Liveauftritte Sessionmusiker und spielte bereits mit vielen in der Szene bekannten Musikern, wie dem Gitarristen Pata (X Japan) und dem Schlagzeuger Shinya (Luna Sea) zusammen. Im Juli 2007 stellte Miyavi die Kavki Boiz vor, eine Gruppe von Musikern, bestehend aus einem Steptänzer, einem Beatboxer, einem Schlagzeuger und einem DJ sowie einem Bassisten, die ihn bis Anfang 2009 begleiteten. Seine Musik vereint durch diese Zusammenarbeit Pop, Rock und Hip-Hop.
Ab 2005 und auch 2006 wurde die Musik des Musikers poppiger und akustischer, was in seinen weiteren Alben MYV Pops und Miyaviuta -Dokusou- zu hören ist. Live war seine neue Musik an fünf Tagen anlässlich seiner 25 Shūnen Kinen Koen Tokyo Geijutsu Gekijo 5 Days -Dokuso- Konzert-Serie zu hören, die im Tokyo Metropolitan Art Space um seinen 25. Geburtstag im September 2006 stattfand.
In den darauffolgenden sechs Monaten nahm sich Miyavi Zeit, um in Amerika an einer Sprachschule Englisch zu lernen. Laut einem Interview von 2009 lernte er vormittags, nahm anschließend Tanzunterricht, um dann am Abend Freunde zu treffen und/oder Straßenauftritte zu machen.

### US-Debüt,Neo Visualizmund S.K.I.N.
Am 25. Mai 2007 verkündete Miyavi auf der JRock Revolution, die von Yoshiki im Wiltern Theatre in Los Angeles veranstaltet wurde, dass er offiziell Yoshikis Superband S.K.I.N. als Gitarrist beitreten würde, neben Yoshiki, Sugizo (Luna Sea) und Gackt. S.K.I.N. hatten ihren ersten und bis dato einzigen Liveauftritt auf der Anime Expo in Long Beach, Kalifornien am 29. Juni 2007.
Für Miyavi schloss sich ein weiteres Solo-Livekonzert in Amerika an, das am 17. Februar 2007 in Las Vegas stattfand, nachdem es nur kurze Zeit zuvor auf Miyavis Online-Blog angekündigt worden war.
2007 legte Miyavi mit seinem vierten Major-Album nach. 7 Samurai Sessions -We’re Kavki Boiz-, das von TeddyLoid gemischt wurde, markierte eine weitere musikalische Entwicklung in Miyavis Karriere, denn es beinhaltete eine Vielzahl neuer Sounds wie verschiedene Trommeln, Schallplattenspieler (turntable) und Tap-Dance. Für sein nächstes Projekt schloss sich Miyavi zusammen mit den „Kavki Boyz“ unter dem Motto „Neo Visualism“. Miyavis siebte Major-Single 咲き誇る華のように -Neo Visualizm-/ Kabuki Danshi (saki hokoru hana no you ni) kam am 20. Juni 2007 auf den Markt und stieg auf Platz vier der Oricon-Charts ein. Die Support-Tour The Beginning of Neo Visualizm Tour ging am 16. Juli los, beinhaltete 20 Konzerte in Japan sowie eins in Korea und dauerte sechs Wochen. Am 29. Juli 2007 gab Miyavi im Bonner Brückenforum im Rahmen der Animagic sein erstes Konzert in Europa und kam auf seinen beiden Welttouren 2008 und 2009 erneut nach Europa zurück.
Nach seiner Single Subarashikikana, kono sekai – What A Wonderful World (14. November 2007) veröffentlichte er zusammen mit Sugizo (Luna Sea, S.K.I.N.) die Single 日の光さえ届かないこの場所で (Hi no hikari sae todokanai kono basho de) (16. Januar 2008).

### 2008 bis heute
Ein neues Album, This Iz the Japanese Kabuki Rock, folgte im März 2008. Im Anschluss packte Miyavi seine Crew ein für die fast ausverkaufte Tour This Iz The Japanese Kabuki Rock Tour 2008, die ihn in 33 Städte in 14 Ländern brachte und die auf der DVD This Iz The Original Samurai Style verewigt wurde. Musikalisch versuchte sich Miyavi an seinem ersten Remix-Album, Room No. 382 (mit Unterstützung von TeddyLoid).
Das neue Jahr 2009 grüßte Miyavi am 3. Januar mit der 10th Anniversary Commemorative Performance im Nippon Budokan, bei der alle Künstler, die bei PS Company unter Vertrag stehen, auftraten. Es folgten weitere DVD- und Photobook-Veröffentlichungen. Das Jahr hielt weitere Überraschungen für die Fans bereit: Miyavi beschloss, sich nach 10 Jahren von PS Company zu trennen und sein eigenes Label, J-Glam, Inc. zu gründen. Außerdem bestätigte er Gerüchte um sein privates Glück: Miyavi ist seit 2009 mit Sängerin Melody. verheiratet.
Die Fans in den USA mussten 2009 auf seine Auftritte im Rahmen der zweiten Welttournee Neo Tokyo Samurai Black aufgrund einer Verletzung verzichten.
Seit 2010 ist Miyavi bei EMI unter Vertrag und änderte seinen Künstlernamen hierfür zu 雅-MIYAVI-. Unter dem neuen Namen wurden die Single Torture (15. September) und das Album „What’s My Name?“ (Oktober) veröffentlicht.
Im Jahr 2014 spielte er im US-amerikanischen Film Unbroken die Rolle des japanischen Lageraufsehers Mutsuhiro Watanabe.

## Sonstiges

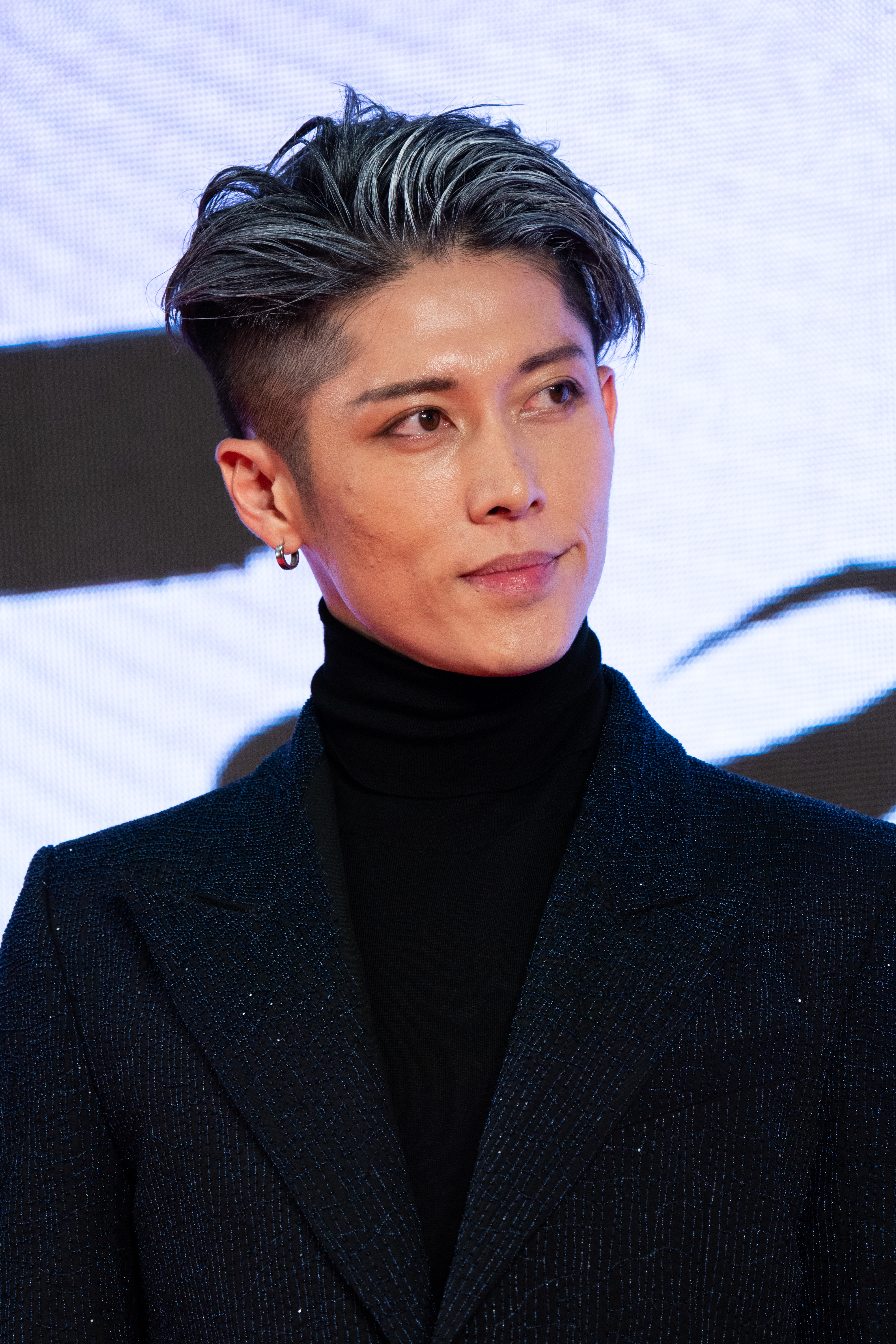
Miyavi (2019)

Miyavi ist auch in der Öffentlichkeit leicht an seinen Tattoos zu erkennen, mit denen er praktisch „übersät“ ist. Er sagte in einem Interview, sie hätten alle etwas mit Dingen zu tun, die in seinem Leben eine Rolle spielten. In seiner freien Zeit führt er ein Online-Tagebuch, in dem er zum Teil berichtet, was er erlebt hat oder seinen Fans Nachrichten zukommen lässt. Manchmal bittet er seine Fans sogar darum, ihm Witze zu schicken, um ihn aufzuheitern. Auch während Live-Auftritten hat er viel Kontakt zu ihnen.

## Privatleben
Am 14. März 2009 heiratete Miyavi die japanisch-amerikanische Sängerin Miyuki Ishikawa (bekannt als Melody). Das Paar hat zwei Töchter, Lovelie Miyavi (29. Juli 2009) und Jewelie Aoi (20. Oktober 2010), sowie einen Sohn, Skyler (24. Februar 2021).

## Diskografie

### Studioalben
- 2002: Gagaku
- 2003: Galyuu
- 2005: miyavizm
- 2006: MYV☆Pops
- 2006: miyaviuta – uta ~dokusou~
- 2008: 雅 – This Iz The Japanese Kabuki Rock
- 2010: What’s My Name
- 2013: Miyavi
- 2015: The Others
- 2016: Fire Bird[17]
- 2017: Samurai Sessions, Vol. 2
- 2018: Samurai Sessions Vol. 3: Worlds Collide
- 2019: No sleep till Tokyo
- 2020: Holy Nights
- 2021: Imaginary
- 2024: Lost in Love

### Livealben
- 2011: Live in London 2011

### Kompilationen
- 2008: Azn Pride – This Iz the Japanese Kabuki Rock
- 2009: Victory Road to the King of Neo Visual Rock
- 2010: Fan’s Best
- 2017: All Time Best "Day 2"

### Remixalben
- 2008: Room No. 382 (Remixed von TeddyLoid)

### EPs
- 2007: 7 Samurai Sessions -We’re Kavki Boiz
- 2012: Samurai Sessions vol.1

### Singles
- 2002: Jingle Bell
- 2002: Shindemo Boogie Woogie
- 2002: Pop is ead
- 2003: Jibun kakumei
- 2003: Tariraritarara
- 2003: Coo quack cluck -ku ku ru-
- 2004: Ashita, genki ni naare
- 2004: Rock no Gyakushuu -Superstar no Jouken-
- 2005: Freedom Fighters
- 2005: Are you ready to Rock?
- 2005: Kekkonshiki no uta ~Kisetsu Hazure no Wedding March~
- 2006: Senor Senora Senorita
- 2006: Gigpig Boogie
- 2006: Dear my friend/Itoshii hito
- 2006: Kimi ni negai wo
- 2007: Sakihokoru Hana no You Ni -Neo Visualizm- / Kabuki Boiz
- 2007: Subarashikikana, Kono Sekai – What A Wonderful World
- 2008: Hi no hikari sae todokanai kono basho de (feat. Sugizo)
- 2010: Survive
- 2010: Torture
- 2011: Strong (feat. Kreva)
- 2012: Day 1 (feat. Yuksek)
- 2013: Ahead of the Light
- 2013: Horizon
- 2013: Secret
- 2014: Real?
- 2014: Let Go
- 2015: The Others
- 2016: Afraid to Be Cool
- 2016: Raise Me Up
- 2017: Live to Die Another Day
- 2018: Long Nights (World Mix)
- 2018: In Crowd
- 2018: So On It
- 2018: Get Into My Heart (mit Kavka Shishido)
- 2019: 1000 Miles Away
- 2019: Where Home Is
- 2019: 千客万来 Senkyakubanrai (mit Daoko)
- 2020: Bang!
- 2020: Need for Speed
- 2020: Holy Nights
- 2020: Over the Rainbow
- 2021: New Gravity
- 2021: Imaginary (feat. Kimbra)
- 2022: Strike It Out
- 2022: Futurism
- 2022: Ring Em Up
- 2023: Rays
- 2024: Broken Fantasy / Tragedy Of Us
- 2024: Running In My Head

### Charity-Werke
- 2012: A Piece of Water – Christmas is… (iTunes Store)
- 2007: Nippon Shiyouzi Noriko Rock Selection – Fankimonkibaibureshon ~Solo~

### Videoalben
- 2003: Gekokujou (激レア, Livekonzert)
- 2004: Hitorigei (一人芸, Musikvideo-Kompilation)
- 2004: Indies Last Live in Nihon Budokan (インディーズ・ラスト Live in 日本武道館, Livekonzert)
- 2005: Noriko no Ichi (のり子の一日, Live documentary)
- 2005: Hitorigei 2 (一人芸2, Musikvideo-Kompilation)
- 2006: Hitorigei 3 (一人芸3, Musikvideo-Kompilation)
- 2007: 25 Shunen Kinen Koen Tokyo Geijutsu Gekijo 5 Days -Dokuso- (25周年記念公演・東京芸術劇場５days 〜独奏〜, Livekonzert)
- 2008: The Beginning of Neo Visualizm Tour 2007 (Livekonzert)
- 2008: Official Bootleg Live at Shinkiba Coast (Livekonzert)
- 2008: This Iz The Original Samurai Style (Musikvideo-Kompilation)
- 2010: Neo Tokyo Samurai Black World Tour vol.1
- 2014: Miyavi, The Guitar Artist Slap The World Tour 2014

## Fotobücher
- 2003: Wagahai
- 2004: Gakincho
- 2005: Japanese Seiyou Kabureburari, Michinoku Hitoritabi in USA
- 2005: Miyavizm
- 2006: Je Vous Souhaite Un Bon Anniversaire